# Departamento de Río Segundo
Departamento de Río Segundo är en kommun i Argentina.   Den ligger i provinsen Córdoba, i den centrala delen av landet, 600 km nordväst om huvudstaden Buenos Aires. Antalet invånare är 95 803. Arean är 4 970 kvadratkilometer.
Terrängen i Departamento de Río Segundo är lite kuperad.
Trakten runt Departamento de Río Segundo består till största delen av jordbruksmark. Runt Departamento de Río Segundo är det ganska glesbefolkat, med 21 invånare per kvadratkilometer.